# Anstandsverletzung
Als Anstandsverletzung wird in Österreich ein Verhalten bezeichnet, das einen groben Verstoß gegen die in der Öffentlichkeit zu beachtenden allgemein anerkannten Grundsätze der Schicklichkeit darstellt. Das Zeigen eines solchen Verhaltens ist verwaltungsrechtlich strafbar, die Strafnormen werden in den jeweiligen Landespolizei- bzw. Landessicherheitsgesetzen der Bundesländer in Verbindung mit dem Verwaltungsstrafgesetz geregelt. Als Voraussetzung zur Strafbarkeit gilt, dass das strafbare Verhalten in der Öffentlichkeit, also in einem nicht von vornherein beschränkten Personenkreis geschieht. Das heißt, dass über den Kreis der Beteiligten hinaus, andere Personen die Möglichkeit haben, das Verhalten wahrzunehmen. Als Beispiele für Anstandsverletzungen gelten z. B. das Urinieren in der Öffentlichkeit, das Skandieren der Parole „A.C.A.B.“ oder das Zeigen des Stinkefingers. Die Ahndungen von Anstandsverletzungen werden in erster Linie durch Organe der Bundespolizei durchgeführt bzw. in die Wege geleitet. Als Mindeststrafe gilt die Ausstellung einer Organstrafverfügung. Von der Anstandsverletzung zu unterscheiden ist die Ordnungsstörung. 
Von Medien wurden 2009 und 2016 Fälle aus Wien und Graz aufgegriffen, in denen junge Männer in Gegenwart von Polizisten laut rülpsten, bzw. furzten und dafür zu Geldstrafen in Höhe von 70 respektive 50 Euro verurteilt wurden.

## Rechtsgrundlagen
- Burgenland: § 2 Burgenländisches Landessicherheitsgesetz (Wahrung des öffentlichen Anstandes)
- Kärnten: § 1 Kärntner Landessicherheitsgesetz (Wahrung des öffentlichen Anstandes)
- Niederösterreich: § 1 lit. b NÖ Polizeistrafgesetz (Verletzung des öffentlichen Anstandes und ungebührliche Erregung störenden Lärms)
- Oberösterreich: § 1 Oö. Polizeistrafgesetz (Wahrung des öffentlichen Anstandes)
- Salzburg: § 27 Salzburger Landessicherheitsgesetz (Anstandsverletzung)
- Steiermark: § 2 Steiermärkisches Landes-Sicherheitsgesetz (Anstandsverletzung)
- Tirol: § 11 Landes-Polizeigesetz (Wahrung des öffentlichen Anstandes)
- Vorarlberg: § 1 Sittenpolizeigesetz (Wahrung des öffentlichen Anstandes)
- Wien: § 1 Abs. 1 Z 1 Wiener Landes-Sicherheitsgesetz (Anstandsverletzung und Lärmerregung)